# Carlo Maria Borio di Tigliole
Carlo Maria Borio di Tigliole (Tigliole, 5 agosto 1681 – Parigi, 27 febbraio 1764) è stato un diplomatico e giurista italiano.
Nacque nel feudo pontificio di Tigliole (Asti) nel 1681 dalla nobildonna Anna Vacchetta e dall'avvocato Secondo Giuseppe, illustre giurista nato a Tigliole nel 1648 e discendente da un'antica famiglia piemontese di "nobiltà civile" che rivestì le cariche di governatore e pretore del feudo papalino per varie generazioni.
Dopo aver compiuto i primi studi con diversi precettori, si trasferì ad Avignone dove il 29 maggio 1705 ottenne il baccellierato in utroque iure presso quella Università.
In seguito venne chiamato a Parigi dal nunzio apostolico presso il re di Francia, Agostino Cusani (poi cardinale), come suo uditore, con il beneficio e il titolo ecclesiastico di abate.
Per i suoi meriti nell'arte diplomatica e per le sue competenze giuridiche divenne per ben due volte, nel 1712 e 1719, incaricato d'affari della Nunziatura.
Il nuovo nunzio Cornelio Bentivoglio lo nomina amministratore della Nunziatura, carica che manterrà sino al 1720 quando, abbandonato il beneficio ecclesiastico, il papa Clemente XI con breve dell'11 ottobre 1720 gli concede l'onorificenza dell'Ordine Supremo del Cristo.
Durante gli anni alla nunziatura, Borio si trova protagonista di eventi politici e religiosi fondamentali, quali le varie guerre francesi degli ultimi anni di re Luigi XIV, le problematiche inerenti al Giansenismo ed i rapporti tra il clero d'Oltralpe e Roma, ma, in particolare, è ricordato per la sua relazione di amicizia con l'illustre economista John Law, che accompagnerà nella sua conversione al Cattolicesimo.
Nel 1721 sposa Marie Françoise (figlia del barone Alphonse de Tonty de Paludy, uno dei fondatori della città di Detroit) che però muore giovane lasciandogli una sola figlia, Francoise Marie (che andrà sposa nell'aprile 1741 di Antoine Joseph de Valter conte di Lussemburgo e signore d'Imling). Da vedovo Borio sposa in seconde nozze nel 1723 Françoise Gingaud.
Nel 1725 viene nominato ministro residente e plenipotenziario del Duca di Guastalla presso il re di Francia, carica che manterrà fino al 1741.
Nel 1741 viene nominato conte dal duca Giuseppe Maria Gonzaga di Guastalla. Muore a Parigi il 27 febbraio 1764.

### Fonti d'archivio
- Parrocchia di Tigliole, Archivio Storico-anagrafico
- Archives Nationales de Paris
  - cote 01/222 fol. 88, lettere di naturalizzazione del cavaliere Charles Marie Borio datata settembre 1720;
  - cote 01/226 fol. 11, lettere di naturalizzazione del cavaliere Charles Marie Borio datata febbraio 1736;
  - cote Y//305, Insinuation, notaio Gerard Cloude Baptiste, étude CXVII (317, n° 5), contratto di matrimonio tra il cavaliere Charles Marie Borio e la Dama Marie Francoise de Tonty de Paludy datato 23 ottobre 1720;
  - cote Y//70, testamento "le comte de Borio", con codicilli, datato 20 settembre 1752;
  - Fonds MC, cote ET/XCVI/415, 5 giugno 1761, rendita sugli Stati di Languedoc per Francoise Gingaud, sposa del conte Charles Marie de Borio;
  - Fonds MC, cote ET/XCVI/415, 1º giugno 1761, rendita sugli Stati di Languedoc per Francoise Gingaud, sposa del conte Charles Marie de Borio, quietanza;
  - Fonds MC, cote ET/XLV/514, 16 maggio 1761, quietanza tra il commendatore gerosolimitano Gabriel Briqueville de la Luzerne ed il cavaliere del Cristo Charles Marie de Borio.

- Archives de Paris
  - cote D.C. 6/11, fol. 171r°, lettere di naturalizzazione del cavaliere Charles Marie Borio datata settembre 1720;
  - cote D.C. 6/12, fol. 15r°, lettere di naturalizzazione del cavaliere Charles Marie Borio datata febbraio 1736;
  - cote D.C. 6/245 fol. 149v, testamento "le comte de Borio" con codicilli, datato 20 settembre 1752;
  - cote D.C. 6/276 fol. 15, testamento della Dama Francoise Gingaud, vedova del comte de Borio, con codicilli, datato 1777, depositato 27 febbraio 1782.

- Archives Departementales de Vaucluse-Avignon
  - reg. D 60, fol. 7 e 7v, dichiarazione di laurea per Carlo Borio, 29 maggio 1705.

- Ordine Mauriziano, Archivio Storico, Torino
  - prove di Nobiltà, Vita e Costumi per l'ammissione alla Croce e all'Abito di giustizia dell'Ordine dei Santi Maurizio e Lazzaro a nome del nob. sig. Giuseppe Maria Marcello Pansoya, fasc. n° 420, anno 1820, quarto Borio di Tigliole.

- Archivio Segreto Vaticano
  - Fondo S.S.-Francia: voll. 224, 227 e supplemento XXX, tutta la corrispondenza dell'abate Borio dalla Nunziatura di Parigi;
  - Fondo Albani: vol. 154, idem, sulle questioni giansenistiche;
  - Segreteria dei Brevi, vol. 2498, foll. 5, 6r, 7r, 8r, 11v, 12v, nomina di Carlo Maria Borio a cavaliere della Milizia e Ordine del Cristo, breve datato 11 ottobre 1720 e corrispondenza annessa;
  - Fondo S.S. – Particolari: vol. 122 fol. 306; vol. 126 foll. 205-208; vol. 127 foll. 61, 605, 806; vol. 128 foll. 334-335, 338, 502-503; vol. 133 foll. 12, 158, 384-386, 388-391, corrispondenza tra la Comunità di Tigliole, la Santa Sede ed il cavaliere Borio sulle questioni amministrative e finanziarie di Tigliole, dal maggio 1720 all'ottobre 1726

- Biblioteca Apostolica Vaticana
  - Ottob. Lat. 3144, ff. 169r-172v, Istruzione sovra gli affari della nunziatura di Francia lasciata dal card. Gualtieri a mons. Cusani suo successore.

- Archivio di Stato di Parma

Fondo Gonzaga Guastalla, b. 76, 77, 78, 79 e seg., corrispondenza tra il cavaliere, poi conte, Borio ed il Duca di Guastalla, dal 1725 al 1742.
- Archivio di Stato di Milano

Feudi Imperiali (Guastalla) - bb. 335 - 336 relative all'anno 1740. Corrispondenza tra il cavalier Carlo Maria Borio, il conte Papini ed il conte Stampa per il pagamento del credito vantato dal primo nei confronti del Ducato di Guastalla.
- Archivio del Ministero degli Affari Esteri di Francia, Parigi
  - Fondo Mantova, 46: lettera del Duca Antonio Ferdinando di Guastalla al Re di Francia del 1º luglio 1725; idem 12 ottobre 1725
  - Fondo Mantova, 47: lettera del Re di Francia al Duca di Guastalla del 12 aprile 1726; lettera del conte di Spilimbergo all'Amelot del 20 gennaio 1735; lettera del cavaliere Borio all'Amelot del 29 ottobre 1735.

- Bibliothèque Nationale de France
  - Cote et fonds	4-LN27-13205, Tolbiac - Rez de jardin - Magasin

Dispaccio inviato da Sua Santità all'Abate Borio, incaricato d'affari della Corte di Roma in Francia, del 9 novembre 1719, per la promozione al cardinalato di Mons. de Mailly
- Cote et fonds Ms. Joly de Fleury-15, fol. 266, Richelieu - Manuscrits occidentaux - Magasin
Dispaccio inviato da Sua Santità all'Abate Borio
- Cote et fonds	FOL-LD4-1173, Tolbiac - Rez de jardin - Magasin
Dispaccio inviato da Sua Santità all'Abate Borio, incaricato d'affari della Corte di Roma in Francia, del 29 novembre 1729 (rectius 1719), per la promozione al cardinalato di Mons. de Mailly
- Cote et fonds	Ms. Joly de Fleury-15, fol. 266, Richelieu - Manuscrits occidentaux - Magasin
Dispaccio inviato da Sua Santità all'Abate Borio, incaricato d'affari della Corte di Roma in Francia, del 29 novembre 1729 (rectius 1719), per la promozione al cardinalato di Mons. de Mailly
- Cote et fonds	4-LN27-13203, Tolbiac - Rez de jardin – Magasin
Dispaccio inviato da Sua Santità all'Abate Borio, incaricato d'affari della Corte di Roma in Francia, del 9 novembre 1719, per la promozione al cardinalato di Mons. de Mailly
- Cote et fonds	FOL-FM-9654, Tolbiac - Rez de jardin – Magasin
Pothouin/ Memorie notificate per Pierre Le Roy, consigliere del Re, controllore delle rendite e primo commissario all'ufficio della Guerra, contro il Signor Belanger e il Signor Borio, appellanti la sentenza del Chatelet di Parigi, del 12 febbraio 1726, e contro i signori Dreux e Du Guesclin, intervenienti.
- Cote et fonds	Ms. Joly de Fleury-1831, fol. 274, Richelieu - Manuscrits occidentaux - Magasin
Clausola del contratto di matrimonio della demoiselle de Borio con il conte di Luselbourg, anno 1759.
- Cote et fonds	Ms. Joly de Fleury-1831, fol. 279, Richelieu - Manuscrits occidentaux - Magasin
Doulcet/ Memorie per il Signor de l'Estang, gentiluomo al servizio della Regina e commissarrio ordinario per la Guerra, e consorte, intimato, contro il conte de Borio, appellante.
- Cote et fonds	FOL-FM-18777, Tolbiac - Rez de jardin - Magasin
Doulcet/ Memorie per i legatari universali della d.lle Agnès le Clerc, contro il conte de Borio.
- Biblicotheque Madiatheque de Metz
  - Cote et fonds	M 61-17, Fonds ancien 1

Dispaccio inviato da Sua Santità all'Abate Borio, incaricato d'affari della Corte di Roma in Francia, del 29 novembre 1720 (rectius 1719), per la promozione al cardinalato di Mons. de Mailly
- Mediatheque de l'Agglomeration Troyenne (Troyes)
  - Cote et fonds	H.3146(27) VOL.8, Histoire

Dispaccio inviato da Sua Santità all'Abate Borio del 29 novembre 1720 (rectius 1719)
- Bibliotheque Municipale d'Amiens
  - Cote et fonds	TH 7331 C, Théologie

Abbazia di Arhoucave, B. d', Dispaccio inviato da Sua Santità all'Abate Borio del 29 novembre 1720 (rectius 1719)